# Ausztrál őslakók

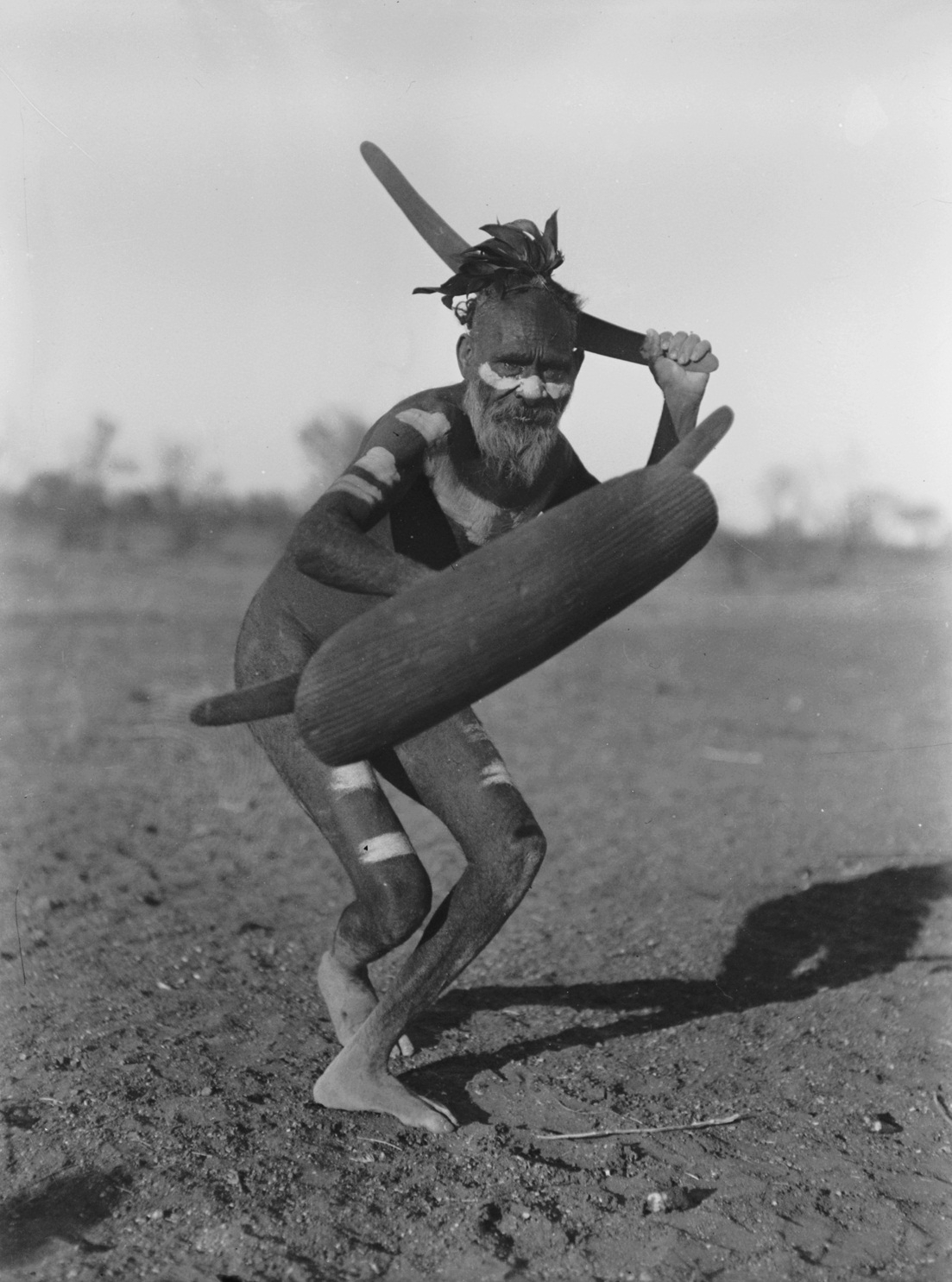
Támadás bumeránggal

Az ausztrál őslakók megnevezés elsősorban az Ausztrália kontinentális részén élő bennszülött népességre terjed ki, akik a Torres-szoros szigeteki népekkel együtt alkotják Ausztrália bennszülött lakosságát. Ez a mai népesség olyan népcsoportok, tudományos fogalommal hordák utódainak tekinthető, amelyek az ausztrál földrész és a környező szigetek brit gyarmatosítása előtt is a területen éltek. Az első őslakók érkezésének ideje vita tárgyát képezi a kutatók között. Ausztráliában a legkorábbi, megállapíthatóan emberi maradványok a mungo-tavi 3-as (LM3) csontvázleletek, amelyek korukat tekintve 50 ezer évesek lehetnek. A legutóbbi időkben faszénen és feltehetőleg ember által használt szerszámokon végzett elemzések akár 65 ezer évesre is tehető régészeti leletekre utalnak. Lumineszcens kormeghatározás alapján bizonyítható, hogy Arnhem-földet 60 ezer évvel ezelőtt népesítették be. Genetikai kutatásokból 80 ezer évvel ezelőtti letelepedésre is lehet következtetni, illetve más becslések az ausztrál őslakóknak a kontinensen való megjelenését akár 100 000 évvel  és 125 000 évvel ezelőttre teszik.
Bár számos közös vonás van az ausztrál őslakók különböző csoportjai között, mégis Ausztráliában az őslakó közösségek és társadalmak a sokféleséggel írhatók le, mindegyik népesség saját kultúrával, szokásokkal és nyelvvel rendelkezik. A mai Ausztráliában az egyes nagyobb csoportok kisebb helyi közösségekre oszlanak. Az európaiak megérkezésekor az őslakók által beszélt nyelvek száma meghaladta a 250-et; napjainkban 120–145 nyelvet használnak, de ezek közül is csupán 13 nem számít veszélyeztetettnek. Az őslakók ma elsősorban angolul beszélnek, amihez az adott őslakos nyelv kifejezéseit és szavait keverik: így jött létre az őslakos nyelvekre fonológiailag és nyelvtanilag észlelhetően visszaható őslakos ausztrál angol nyelvváltozat. Az európai betelepülés időpontjában az őslakó népesség lélekszáma vitatott: a vonatkozó becslések 318 000 és 1 000 000 között szóródnak, ugyanakkor a területi megoszlásuk a maihoz hasonló lehetett, azaz az őslakók a legnagyobb számban az ország délkeleti részén, a Murray folyó környékén éltek. A népesség az európai hódítás nyomán jelentkező betegségek következtében – a folyamat a fekete himlő terjedésével kezdődött az európaiak érkezése után három évvel – lényegében összeomlott, illetve a brit telepesek által indított mészárlások és háborúk is hozzájárultak a népességszám gyors csökkenéséhez. Az európaiak erőszakos fellépésének népirtásként való minősítése máig ellentmondásos és vitatott kérdés.
1995-ben az ausztrál őslakók és a Torres-szoros szigeteki népek saját zászlóját Ausztrália hivatalos zászlói között ismerték el.

## Őslakók Ausztráliában

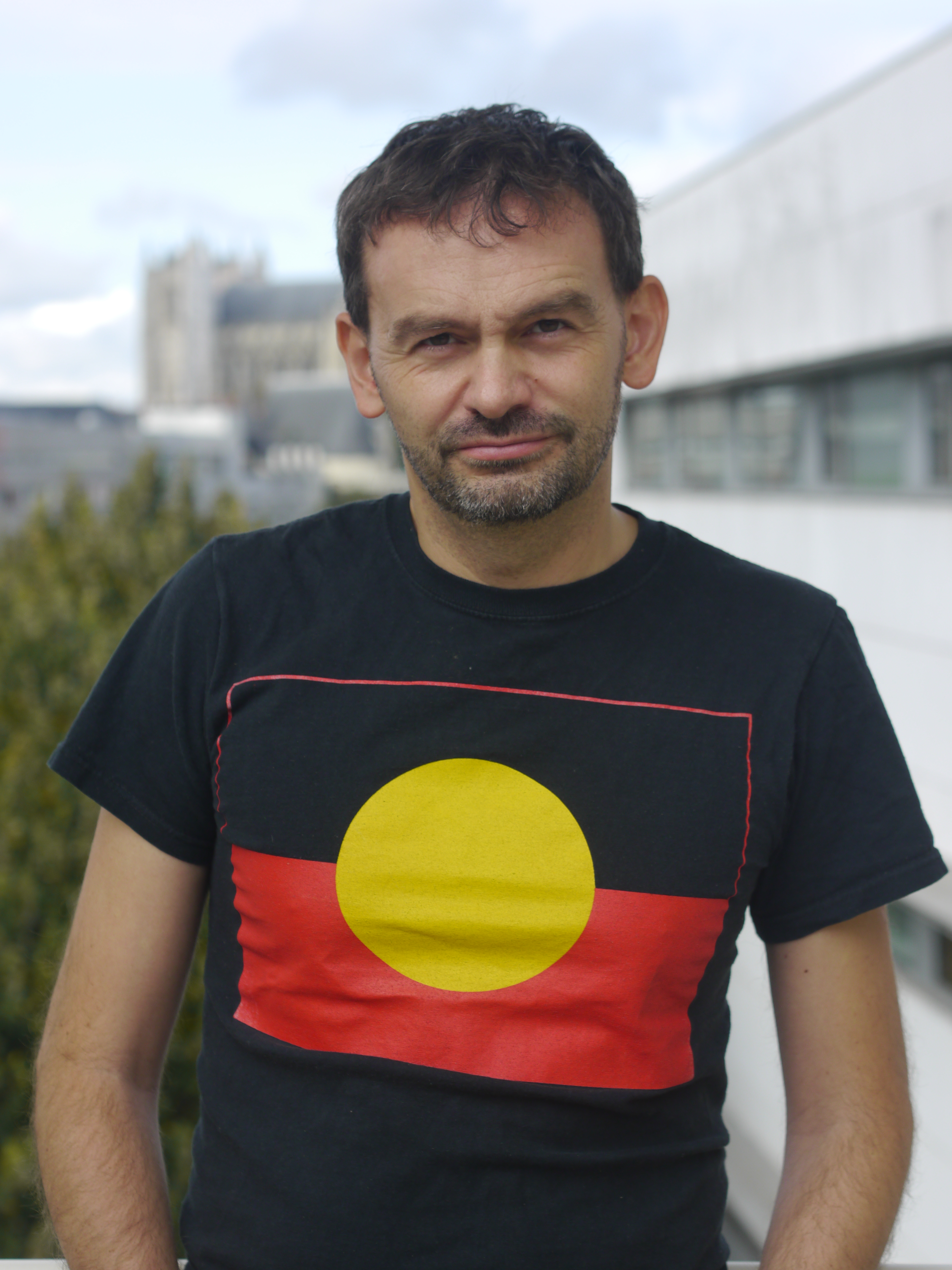
Az ausztrál őslakók zászlaja

### Fogalmak
1870-ben, a tudományos rasszizmus képviselője, Thomas Huxley az őslakó ausztrálokat egységesen az ausztralid rasszhoz sorolta be. Mára ez a nézet megdőlt, ugyanis számottevő különbségek figyelhetők meg a társadalmi, kulturális és nyelvi szokások terén a különböző ausztrál őslakó, illetve a Queensland államhoz tartozó Torres-szoros szigetein élő bennszülött csoportok között. Fogalmi szinten is különbség van az elsősorban a kontinentális területen élő őslakók (aborigine(s), aboriginal(s)) és az „ausztráliai bennszülöttek” (indigenous Australians) között, mely utóbbi csoport a Torres-szoros szigeteki népekre is kiterjed, illetve különösen az 1980-as évek óta maga a kifejezés is egyre szélesebb körben elfogadott és használt. Ugyanakkor a Tasmaniában élő őslakókat gyakran tasmánoknak nevezik, viszont ez nem létező népnév, mivel a sziget nem egy népről, hanem Abel Janszoon Tasman felfedezőről kapta a nevét.

### Regionális csoportok
Az ausztrál őslakók kifejezés számos regionális csoportra kiterjedő gyűjtőfogalom; e csoportokat gyakran az általuk beszélt, helyi nyelvek azonosítják. Ilyenek:

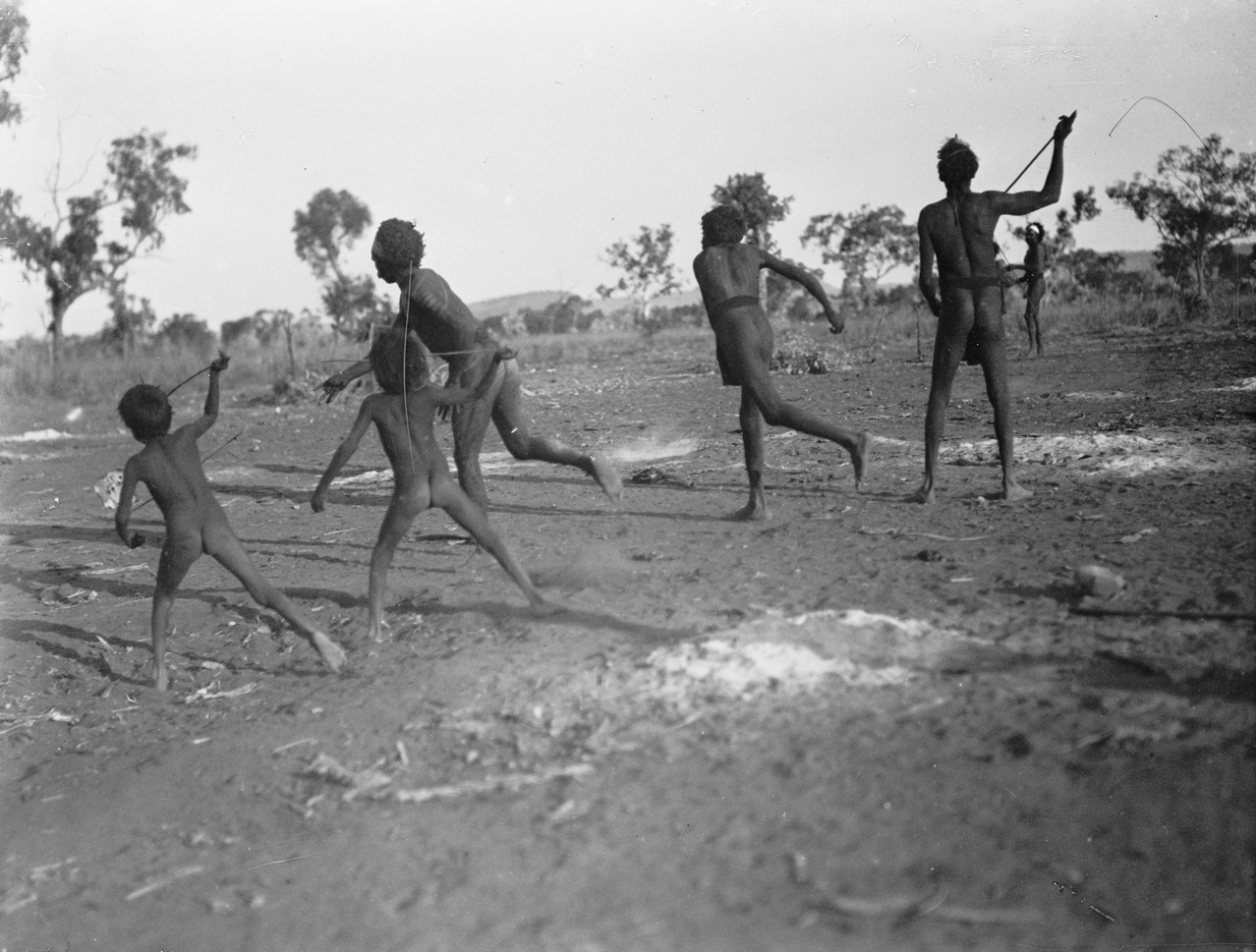
Férfiak és gyerekek a gorri játék közben, 1922

- muruwari – 2013-ban az Új-Dél-Wales és Queensland határán lévő törzsi területükön kikiáltották a Murawarri Köztársaságot, de függetlenségüket az ausztrál kormány nem ismeri el;
- koori (vagy koorie) Új-Dél-Wales és Victoria államban;
- ngunnawal az Ausztrál Fővárosi Területen, valamint Új-Dél-Wales környező részein;
- goorie Queensland délkeleti részén és Új-Dél-Wales északi területének egyes részein;
- murrdi Queensland délnyugati és középső részén;
- murri Queensland államban és Új-Dél-Wales északi részén; a murrdi vagy gorrie helyi változata;
- noongar Nyugat-Ausztrália déli részén;
- yamatji Nyugat-Ausztrália középső részén;
- wangai a nyugat-ausztráliai aranybányák környékén;
- nunga Dél-Ausztrália déli részén;
- anangu Dél-Ausztrália északi részén, valamint Nyugat-Ausztrália és az Északi Terület szomszédos területein;
- yapa az Északi Terület nyugati és középső vidékén;
- arrernte Közép-Ausztráliában;
- yolngu Arnhem-föld (Északi Terület) középső részén;
- bininj Arnhem-föld (Északi Terület) nyugati részén;
- tiwi a Tiwi-szigeteken, Arnhem-föld partjainál.
- eindhilyagwa Groote Eylandt szigetén Arnhem-föld partjainál;
- palawah Tasmaniában.

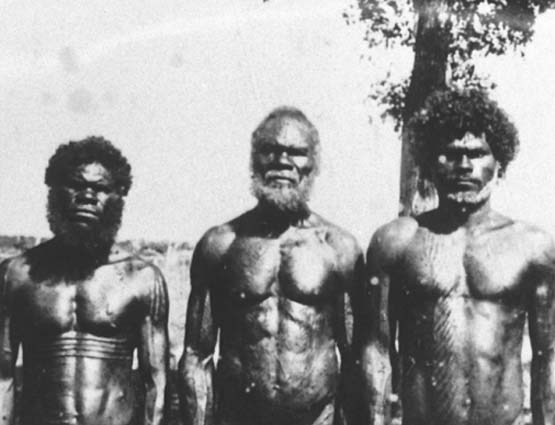
Bathurst-szigeti (Északi terület) férfiak, 1939

Ezek a nagyobb népcsoportok további alcsoportokra oszthatók: például az anangu népcsoporthoz (vagyis az Ausztrália középső, sivatagi területein élő néphez) olyan kisebb népességek tartoznak, mint a pitjantjatjara, yankunytjatjara, ngaanyatjarra, luritja és antikirinya. Különböző becslések szerint a brit telepesek érkezése előtt az ausztrál őslakók lélekszáma a teljes földrészen 318 ezer és 750 ezer között lehetett.

### Torres-szoros szigeteki népek

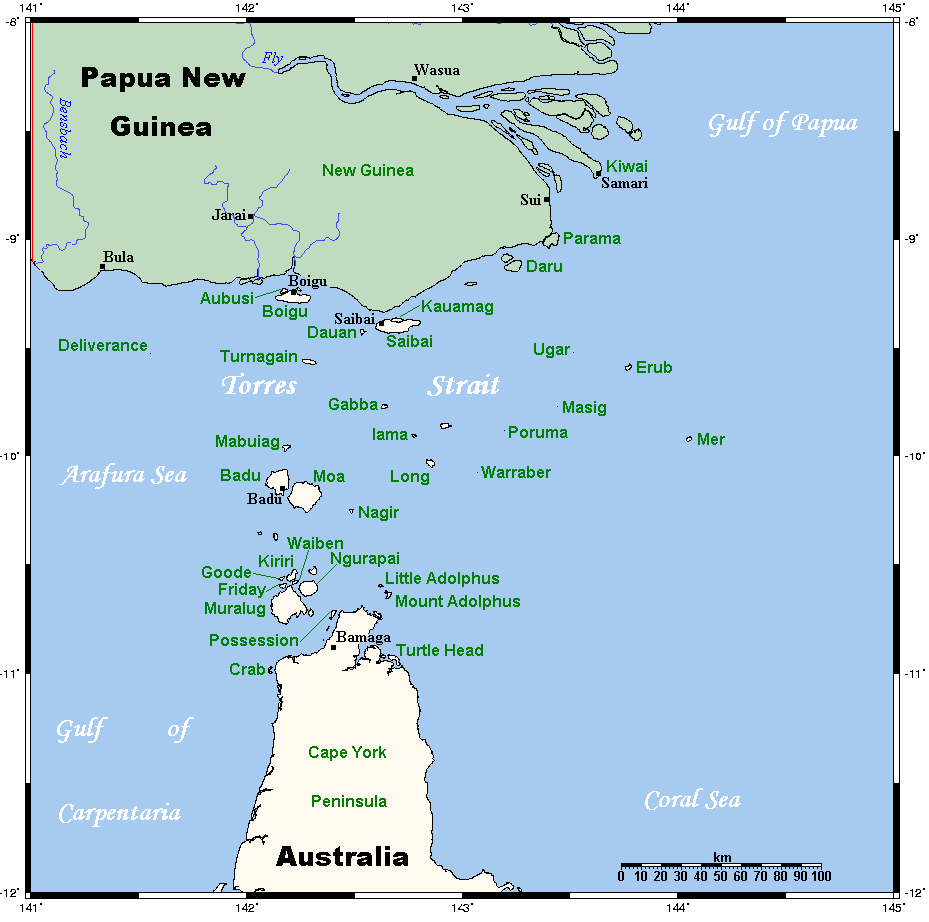
Térkép a Torres-szorosban lévő szigetekről

A Torres-szoros szigeteki népek öröksége és kultúrtörténete jól megkülönböztethető az ausztrál őslakó-hagyományoktól. Elsősorban a szoros keleti részén lévő szigetek népessége az Új-Guineán élő pápua népekkel mutat rokonságot, és pápua nyelvet beszélnek. Ennek megfelelően őket általában nem sorolják az „ausztrál őslakók” csoportjához. Ez a tény nagyban hozzájárult a szélesebb körben értelmezhető „ausztráliai bennszülöttek” (indigenous Australians) kifejezés elterjedéséhez. Az ausztráliai bennszülöttek 6%-a vallja magáról, hogy a Torres-szoros szigeteki népek valamelyikéhez tartozik. További 4% állítja, hogy Torres-szoros szigeteki és őslakó-örökséggel egyaránt rendelkezik.
A Torres-szorosban több mint 100 sziget található, ezeket Queensland állam 1879-ben annektálta.

## Történelem

### Vándorlás Ausztráliába

Grafika a Gweagal népcsoporthoz tartozó őslakók és James Cook kapitány legénységének első találkozásáról az új-dél-walesi Cronulla tengerpartjának homokdűnéinél

Ausztráliában több emberi települést találtak, melyeknek korát mintegy 50 ezer évre becsülik. Az Északi területen lévő Arnhem-föld Madjedbebe sziklákkal védett térségében a kezdetleges kőeszközöket körülvevő üledék lumineszcens kormeghatározása alapján már 65 ezer évvel ezelőtt is feltételezhető emberi tevékenység jelenléte. A genetikai vizsgálatok a kontinensre való érkezés időpontját 50–70 ezer évvel ezelőttre teszik.
Ausztráliában (és Afrikán kívül) az anatómiailag modern ember legkorábbi maradványai az új-dél-walesi Mungo-tónál az 1960-as évek végén talált mungói emberhez tartoznak. A maradványok korát 42 ezer évben állapították meg. A mungo-tavi 3-as (LM3) maradvány csontvázából vett mitokondriális DNS-t az ősi és modern őslakók DNS-ével összevetve megállapítható, hogy a mungói ember nem hozható rokonságba az ausztrál őslakókkal. Ezeket a megállapításokat azonban tudományos körökben általánosságban elutasítják.[forrás?] A vizsgált DNS-szekvencia azért képezi kritika tárgyát, mert azon nem végeztek független vizsgálatot, és felmerült, hogy az eredmények a DNS halál utáni, esetlegesen hő hatására történő módosulására vezethetők vissza. Habár a vitatott eredmények azt jelzik, hogy a mungói ember egy, a mai ember legutóbbi közös ősének a törzsfejlődési elágazása előtt kihalt alfaj lehetett, a Mungo Nemzeti Park igazgatóságának meggyőződése, hogy a mai helyi őslakók a Mungó-tó környéki maradványokkal közvetlen leszármazási kapcsolatba hozhatók. Ugyanakkor a további független DNS-vizsgálat elvégzése kevéssé valószínű, mert az őslakó hagyományőrzők várhatóan nem járulnak hozzá az invazív vizsgálatok folytatásához.
Az általános vélekedés szerint az ausztrál őslakók egyetlen migrációs hullámban vándoroltak a kontinensre, miután mintegy 65–75 ezer évvel ezelőtt leváltak az Afrikában élő első modern embernek tekinthető népességről, bár a kisebbségi vélemény szerint az őslakók megjelenése ennél korábbi időpontra tehető, illetve három migrációs hullámra is sor kerülhetett úgy, hogy az őslakók feltehetőleg csónakokkal – alacsonyabb tengerszinttel jellemezhető időszakokban – szigetről-szigetre vándorolva érkeztek Ausztráliába. A legutóbbi mitokondriális genetikai vizsgálatok rámutattak, hogy lehetett egy 1000–3000 nőt számláló alapító populáció, amely aztán létrehozta a megfigyelhető genetikai változatosságot, így a kontinens kezdeti benépesedéséhez több száz ember tudatos és szervezett tengeri utazásra lehetett szükség. Úgy tűnik, hogy az őslakók hosszú időn osztoztak környezetükön a mára kihalt ausztrál megafaunával.
Miközben genetikailag az ausztrál őslakókhoz a legközelebbi rokonságban a melanézek és a pápuák állnak, eurázsiai elem is felfedezhető, ami a dél-ázsiai népességgel való keveredésre vagy utóbb európai hatásra utalhat. A kutatások egyetlen, az ausztrál kontinentális selfről Szahul-csoportnak nevezett alapító csoportot feltételeznek, amely később elszigetelődött a térség más népességeitől, és arra így viszonylag kevéssé hatottak az Ázsia szárazföldi részéről érkező, további bevándorlók, akik például 4–5000 évvel ezelőtt a dingót is magukkal hozhatták. A vizsgálatok arra is rámutattak, hogy az ausztrál őslakó népesség mintegy 32 ezer évvel ezelőtt ágazhatott el Új-Guinea pápua népességétől és a fülöp-szigeteki lumad néptől, amit körülbelül 5000 éve a népesség gyors növekedése követett. Egy 2011-es genetikai vizsgálatnak sikerült bizonyítania, hogy az ausztrál őslakó, pápua és lumad népek egyes génjei összefüggésbe hozhatók az ázsiai gyenyiszovai emberrel (ez ugyanakkor a szárazföldi Ázsia népeinél nem található meg), ami arra utal, hogy a modern és archaikus ember mintegy 44 ezer évvel ezelőtt – Pápua Új-Guinea Ausztráliáról való leválását és az Ausztráliába való vándorlást megelőzően – egymással keveredhetett. Egy másik, 2012-es tanulmány számottevő indiai genetikai hatásról számol be Észak-Ausztráliában, amelynek becsült időpontja bő 4000 évvel ezelőttre tehető, ami időben egybeesik – és ezért összefüggésben lehet – az ausztrál régészeti kutatások által a szerszámhasználatban és élelmiszer-feldolgozásban bekövetkezett változásokkal.

### Az európaiak megjelenése előtt
Az őslakók többségében vadászó-gyűjtögető életmódot folytattak, hordákban éltek. Habár az őslakó társadalom általánosságban véve vándorló vagy félnomád életet élt, vagyis az évszakok változásával a különböző területeken fellelhető élelemnek megfelelően vándorolt, az életmód és az anyagi kultúra régióról-régióra nagy változatosságot mutatott, és egyes térségekben állandó települések is voltak, sőt mezőgazdasági tevékenységet folytattak. A legnagyobb népsűrűség a kontinens déli és keleti térségében, és különösen a mai Új-Dél-Wales és Victoria állam közötti határfolyó, a több mint 2500 km hosszú Murray folyó völgyében alakult ki.
Egyes, Ausztrália északi részén élő őslakó csoportok bizonyíthatóan már az európaiak érkezése előtt rendszeresen kereskedtek Indonéziából érkező makassari halászokkal.
Az európaiakkal való első találkozás időpontjára vonatkozó általános becslések szerint az 1788. előtti népesség 314 ezer főt számlált, jóllehet közelmúltbeli régészeti leletek arra utalnak, hogy a népesség 500 ezer és 750 ezer közé is eshetett; egyes ökológusok pedig arra a következtetésre jutottak, hogy 1–2 millió fős népesség sem teljesen kizárható. Az utóbbi idők vizsgálatai arra a feltételezésre jutottak, hogy az őslakó népesség lélekszáma 500 évvel ezelőtt meghaladta az 1,2 millió, majd az utóbbi 500 évben valamelyest csökkenhetett az Eurázsiából behordozott, különféle betegségekkel kapcsolatos kórokozóknak köszönhetően. A népesség mintegy 250 különböző törzsre oszlott, amelyek között gyakran szövetségek álltak fenn, továbbá az egyes törzseket külön, gyakran egymással tényleges rokonsági kapcsolatban álló klánok alkották, amelyek lélekszáma 5–6 és 30–40 között mozgott. Mindegyik törzsnek megvolt a saját nyelve, illetve néhány törzs egyszerre több nyelvet is használt.
Minden jel arra mutat, hogy az európaiak megjelenése előtt az ausztrál kontinensen a mai Queensland volt a legsűrűbben lakott terület.[forrás?]
| Állam/territórium | 1930-ban becsült népességarány | 1988-ban becsült népességarány | Hagyományos törzsi földterületek megoszlása |
| ----------------- | ------------------------------ | ------------------------------ | ------------------------------------------- |
| Queensland        | 38,2%                          | 37,9%                          | 34,2%                                       |
| Nyugat-Ausztrália | 19,7%                          | 20,2%                          | 22,1%                                       |
| Északi terület    | 15,9%                          | 12,6%                          | 17,2%                                       |
| Új-Dél-Wales      | 15,3%                          | 18,9%                          | 10,3%                                       |
| Victoria          | 4,8%                           | 5,7%                           | 5,7%                                        |
| Dél-Ausztrália    | 4,8%                           | 4,0%                           | 8,6%                                        |
| Tasmania          | 1,4%                           | 0,6%                           | 2,13%                                       |

A táblázatban jelzett bizonyítékok alapját tehát két, egymástól független forrás képezi; ezek szerint feltételezhető, hogy az európaiak érkezése előtt Queensland területén kétszer annyi ausztrál őslakó élt, mint Új-Dél-Walesben, illetve Victoria és Tasmania őslakó népességéhez képest a többlet legalább hatszoros, illetve több mint húszszoros. Egyúttal vannak arra mutató jelek, hogy az ausztrál őslakó népesség sűrűsége magasabb volt Új-Dél-Wales északkeleti térségeiben, a Carpentaria-öböl északi partja mentén, valamint nyugati irányban, az Északi terület és Nyugat-Ausztrália egyes részein.

### Brit gyarmatosítás

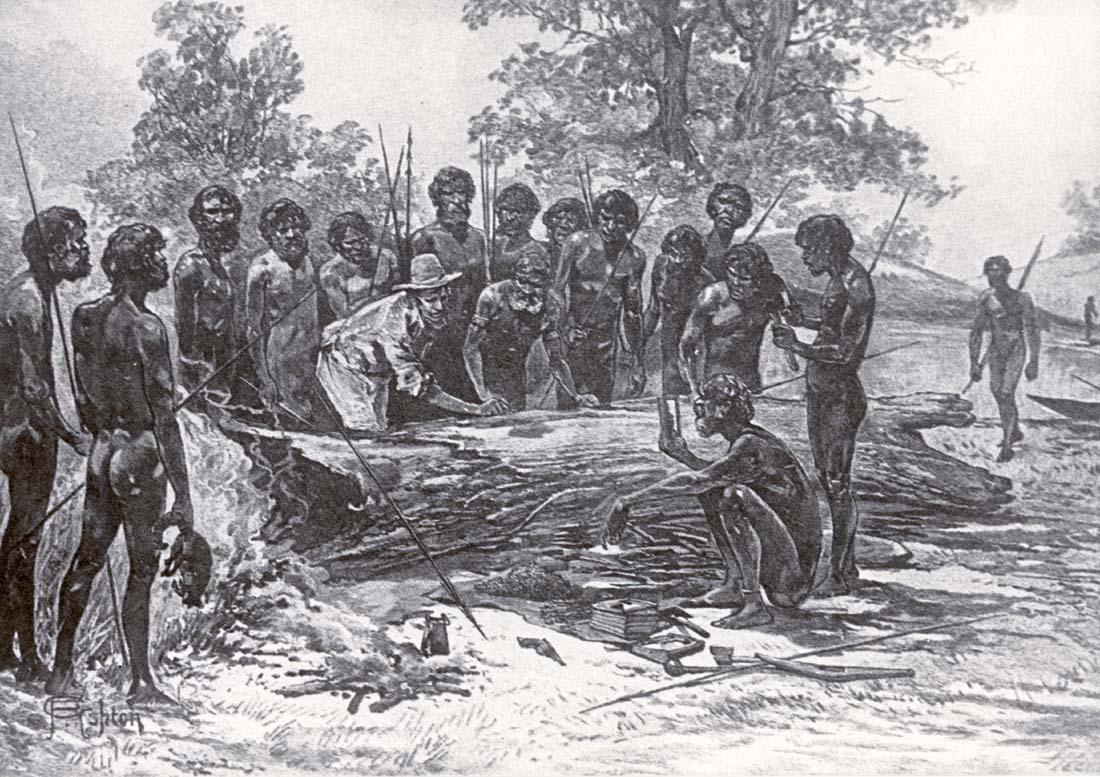
A wurundjeri nép tagjai a Batman-féle egyezmény aláírásakor, 1835-ben

Ausztrália brit gyarmatosítása az Első Flotta 1788-as megérkezésével kezdődött az új-dél-walesi Botany-öbölbe. Ezt követően európai települések jöttek létre Tasmaniában (1803), Victoria államban (1803), Queenslandben (1824), az Északi Területen (1824), Nyugat-Ausztráliában (1826) és Dél-Ausztráliában (1836). Ausztrália kivételt képezett a brit birodalomépítési gyakorlatban azért, mert itt a telepesek nem kötöttek egyezményeket a földterületek bennszülött tulajdonosaival, mint például Észak-Amerikában és Új-Zélandon. Az Első Flottával érkezők közül sokan vívtak korábban harcokat az észak-amerikai indián törzsekkel, és gyakran előfordult, hogy az ausztrál őslakókhoz olyan, azoktól idegen vagy félrevezető rendszereket vagy fogalmakat társítottak, mint a törzsi szervezet vagy a törzsfőnökök megléte, hiszen az északi félgömbön ezekkel már a találkoztak.
A brit telepesek megjelenésének azonnali következményei a járványok, úgymint a kanyaró, a fekete himlő és a tuberkulózis megjelenése volt. A 19. században az őslakó népesség fő halálozási oka a himlő volt, a „bennszülött lakosok” védőoltása komolyan csak az 1840-es években kezdődött meg. Az 1789-es himlőjárvány a becslések szerint a darug népesség 90%-át pusztította el. A járvány kitörésének az oka máig vitatott. Egyes kutatók azt az európai telepeseknek tulajdonítják, noha vannak érvek amellett, hogy a himlőt makkasari halászok hurcolták be Szulavézi déli részéről és a közeli szigetekről még az európaiak megérkezése előtt. A harmadik feltételezés, hogy a járvány kitörését az Első Flotta legénységével való érintkezés idézte elő. A negyedik elmélet szerint a járványt nem is fekete himlő, hanem az Első Flotta személyzete körében jelen lévő bárányhimlő okozta, amivel szemben az őslakók nem rendelkeztek immunitással.
A brit gyarmatosítás másik következménye a föld- és vízkészletek európai birtokba vétele, valamint a kenguruállomány megtizedelése, illetve az őslakók más élelmiszerforrásainak számottevő csökkenése volt, ami még a 19. században, sőt a 20. század korai időszakában is tartott, mivel ezeket a földeket juh- és szarvasmarha-legelőkké alakították át. A telepesek ráadásul megerőszakolták és prostitúcióra kényszerítették az őslakó nőket. Ennek ellenére több európai, köztük elítéltek is, kedvező véleménnyel voltak az őslakók életformájáról, amikor őslakó csoportokkal éltek együtt.
1834-ből maradt ránk az első feljegyzés bennszülött nyomkeresők alkalmazásáról, akik nagyon jól tájékozódtak az ausztrál vidéken, és segítségükkel eltűntnek vélt embereket is megtaláltak.
Az 1860-as években az egész világon különösen keresettek voltak a tasmaniai bennszülött koponyák antropometriai vizsgálatok céljából. Truganini, az utolsó tisztavérűnek tartott tasmaniai bennszülött csontvázát – a Tasmania Királyi Társaság felé még életében intézett kérése ellenére – kevesebb, mint két évvel halála után, 1876-ban exhumálták, majd kiállították. Még ma is több mozgalom létezik azzal a céllal, hogy őslakók testrészeit visszaszállíthassák Ausztráliába, és ott eltemethessék; Truganini teste végül 1976-ban tért haza, és hamvait eredeti kérésének megfelelően a D'Entrecasteaux-csatornába szórták.
1868-ban egy főleg őslakókból álló krikettcsapat játszott több helyen Angliában, és így ők lettek az első ausztrál krikettcsapat, akik a tengerentúlon is jártak.

### Harcok a gyarmati határterületeken
A földrész gyarmatosítása során egyrészről a gyarmatosítók és másrészről az őslakók és a Torres-szoros szigeteki népek között földrész-szerte számos kisebb összetűzésre kerül sor. Az 1970-es évek óta szisztematikus kutatás folyik e harcok kapcsán, ami a történettudomány az ausztrál gyarmati határterületeken vívott „háborúként” ír le. Queenslandben az őslakók legyilkolását többségében civil „vadászcsapatok”, valamint a kényszerrel toborzott, felfegyverzett őslakókból álló bennszülött rendőrség követte el, akiknek feladata a gyarmatosítók vezetésével az őslakó-ellenállás letörése volt. Bizonyítható, hogy az ausztrál őslakók és a Torres-szoros szigeteki népek körében a brit gyarmattartók által indított mészárlások egészen az 1930-as évekig folytatódtak. A University of Newcastle kutatásai alapján eddig mintegy 500, ilyen mészárlással érintett helyet sikerült feltérképezni, ahol összesen 12 361 őslakó és 204 gyarmatosító vesztette életét.
A határmenti háborúk során bekövetkezett halálesetek teljes számára vonatkozóan az írásos feljegyzések hiányában nehéz becslést adni, ráadásul több mészárlást igyekeztek titokban tartani. Elterjedt nézet, hogy a határmenti háborúkban 20 000 ausztrál őslakó és 2000 gyarmatosító vesztette életét, jóllehet a legutóbbi kutatások arra utalnak, hogy csak Queenslandben az őslakó áldozatok száma akár 65 ezer is lehetett. Azt a kérdést is vita övezi, hogy az őslakók halála – különösen Tasmaniában, valamint az őslakó közösségektől a gyermekek erőszakkal való elvétele népirtásnak minősül-e. Ausztráliában több helységnév utal a határmenti kegyetlenkedésekre, például Newcastle-ban a Murdering Gulley (jelentése: „Gyilkos Vízmosás”). Más helynevek a faji megkülönböztetésre és rasszista intézkedésekre utalnak: a queenslandi Rockhamptonban a Mount Jim Crow az Amerikai Egyesült Államok déli államaiban a polgárháborút követően bevezetett, a faji szegregáció fenntartását szolgáló ún. Jim Crow-törvényekre utal, vagy Brisbane-ben a Boundary Streets (jelentése: határutcák) olyan utcák nevét jelöli, amelyeken az őslakók a nap meghatározott szakában nem kelhettek át. Jelenleg e nevek megváltoztatása napirenden van. 1810-től kezdve az ausztrál őslakókat az egyházak és az állam által működtetett missziós állomásokra költöztették. Ott ugyan kaptak ételt és szállást, a tényleges cél az őslakó közösségnek a nyugati értékek elsajátítása révén való „civilizálása” volt. Az őslakó népesség elkülönítésére és ellenőrzés alatt tartására irányuló, „protekcionista” politikát követően, 1937-ben az államszövetségi kormány az asszimilációs politika felé mozdult el. E politika keretében a „nem tiszta vérű” őslakókat igyekeztek a fehérbőrű közösségekbe integrálni, amitől az „őslakóprobléma” megszűnését remélték. Ennek részeként emelkedett azoknak a gyermekeknek a száma, akiket erőszakkal elvettek családjaiktól, hogy aztán fehér nevelőszülőknél, esetleg intézetekben, nevelőotthonokban helyezzék el őket.
Ebben az időszakban az otthonaikból elhurcolt csendes-óceáni népek mellett számos ausztrál őslakó is rabszolgaság áldozatává vált. 1860. és 1970. között a protekcionista politikára hivatkozva sok őslakó – köztük fiatalok és gyerekek – dolgozott birtokokon, rettentő körülmények között, fizetség nélkül. A gyöngyhalászatban az őslakók munkásokkal ténylegesen kereskedtek, sőt a várandós őslakó asszonyokat kifejezetten előnyben részesítették, mert úgy hitték, hogy nagyobb a tüdőkapacitásuk A rottnest-szigeti, kizárólag őslakó raboknak fenntartott börtönben – ahová az őslakók gyakran koholt vádak alapján kerültek – a foglyokat egymáshoz láncolva kényszerítették munkára. 1971-ben 373 őslakó férfi jelöletlen sírját találták meg a szigeten. Egészen 2018 júniusáig a korábbi börtönépületet szálláshelyként nyaralók használták.
Az őslakók között – a gyarmatosítók érkezésétől mind a mai napig – mindig is jelen volt az ellenállás. 1938-ban több mint száz őslakó tiltakozott az egyik korai Ausztrália napi ünnepen: Sydney-ben összehívták az őslakó-konferenciát, és a napot a „tiltakozás és gyász napjának” jelölték ki. 1963-ban az arnhem-földi Yirrkalából jolngu származású emberek két, fakéregre írt petíciót küldtek az ausztrál kormánynak, amelyekben a földjeikre kiadott bányászati jogok miatt tiltakoztak. E petíciókat az államszövetségi jogszabályok értelmében hagyományos őslakó-okiratokként ismerték el. Az 1972. évi Ausztrália napon, 34 évvel az első „tiltakozás és gyász napját” követően őslakó aktivisták Canberrában, a régi parlament épülete előtti füves területen felállították „az őslakó-nagykövetség sátrát” az ausztrál őslakók földhöz való jogainak rendezésért. A nagykövetségi sátrat 1995-ben örökségi státuszt kapott, és – miután 2012-ben a megalakulásának 40. évfordulóját ünnepelte – a világon a leghosszabb ideig fennálló, ugyanakkor eredményt el nem érő tiltakozó táborának ismerték el.

### A 20. század első fele

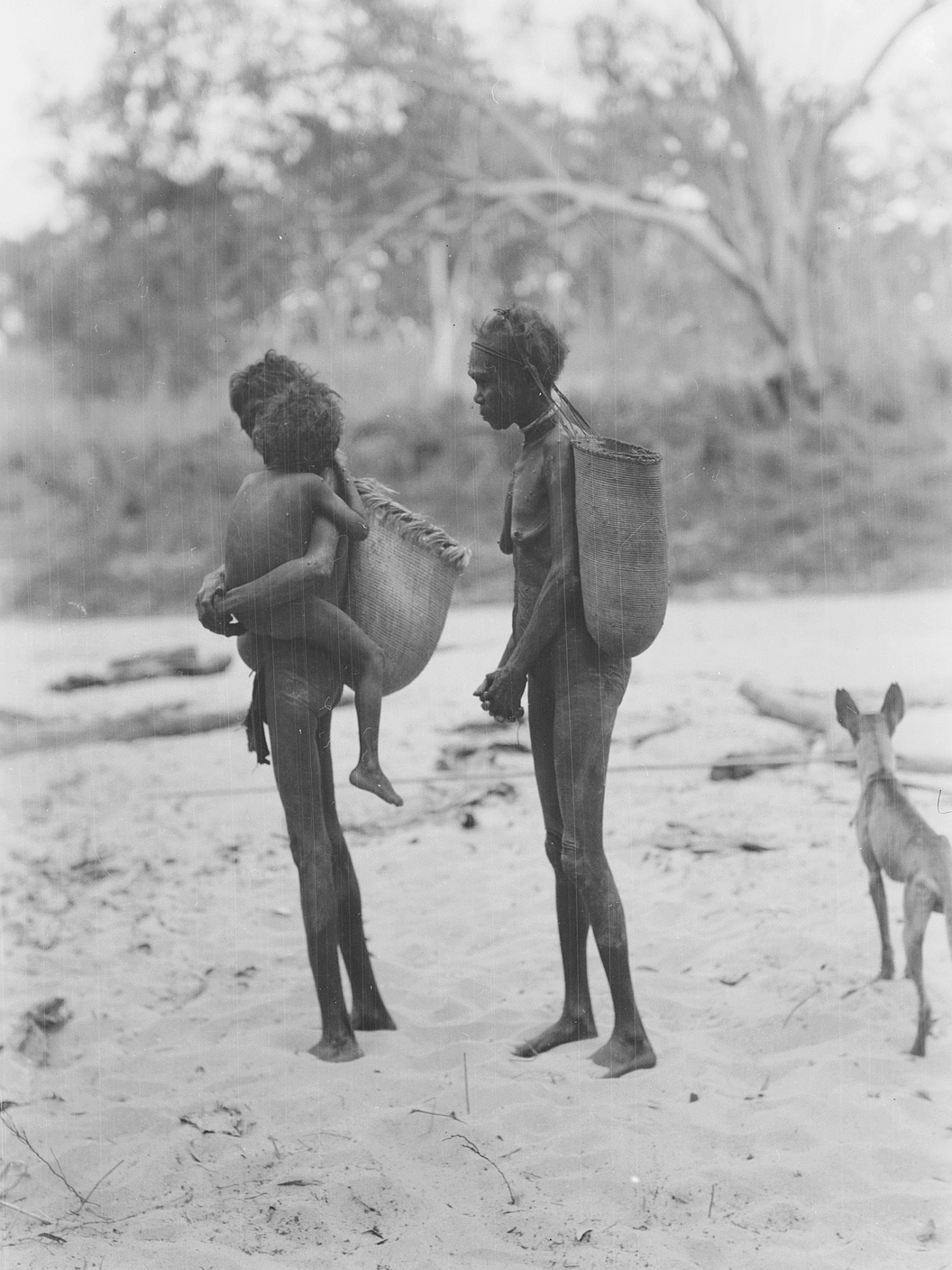
Őslakó nők, Északi Terület, 1928. Fényképezte Herbert Basedow

1900-ra az ausztrál őslakó népesség lélekszáma körülbelül 93 ezerre csökkent, bár a népszámlálás az őslakók és a Torres-szoros szigeteki népek esetében nem terjedt ki mindenkire, sőt a sivatagban élőket az 1930-as évekig egyáltalán nem vették nyilvántartásba. Az utolsó, korábban európaiakkal soha nem érintkező, pintupi népcsoporthoz tartozó törzs 1984-ben hagyta el a Gibson-sivatagot . A 20. század első felében az őslakók nagy számban dolgoztak juh- és szarvasmarhafarmokon rendkívül alacsony bérekért. Az őslakó népesség folyamatosan csökkent, majd 1933-ban elérte a 74 ezres minimumot, ahol a tendencia megfordult. A lélekszám végül 1995-re érte el a gyarmatosítás előtti szintet, majd 2010-ben mintegy 563 ezer ausztrál őslakó élt a kontinensen.
Bár a Nemzetközösség polgáraként névlegesen minden őslakónak joga volt szavazni, általában csak azok éltek e jogukkal, akik beolvadtak a többségi társadalomba. Nyíltan csupán Nyugat-Ausztrália és Queensland zárta ki az őslakókat és a Torres-szoros szigeteki népeket a választói névjegyzékekből. Az 1902-es államszövetségi választójogi törvény ugyan csak azoknak az őslakóknak tette lehetővé a szavazást, akik már 1901. előtt is szerepeltek a választói névjegyzékekben, Dél-Ausztrália ragaszkodott hozzá, hogy a határain belül minden választóképes polgár szavazhasson az államszövetségi választásokon, és – bár elég véletlenszerűen – az ausztrál őslakókat és Torres-szoros szigeteki népek tagjait továbbra is felvették a választói névjegyzékekre.
Jóllehet voltak erőfeszítések az őslakók esetében a hadseregbe való besorozásnak a megakadályozása érdekében, több mint ezren harcoltak Ausztráliáért az I. világháborúban, többnyire az Oszmán Birodalom ellen. 
1934-ben élt először egy őslakó, Dhakiyarr fellebbezéssel az ausztrál Legfelsőbb Bírósághoz – eredményesen. Tévesen ítélték halálra egy fehér rendőr meggyilkolása miatt. Az ügy az egész országban vitát indított az őslakók jogairól. Dhakiyarr a felmentése után egyébként eltűnt. 1938-ban a brit Első Flotta érkezésének 150. évfordulója a „gyász napjaként” (Day of Mourning) maradt meg a köztudatban; tiltakozásként az őslakók Sydney-ben gyűltek össze, hogy támogatóikkal együtt megemlékezzenek az általuk „Invázió napjának” (Invasion Day) vagy „Túlélés napjának” (Survival Day) tekintett évfordulóra.
Több száz őslakó szolgált az ausztrál hadseregben a II. világháború során: a Torres-szorosbeli könnyűgyalogos zászlóalj és az Északi Terület különleges felderítő egysége  Ausztrália északi részeit védte a fenyegető japán invázióval szemben. Mindazonáltal többségüktől a leszerelésüket követően megtagadták a nyugállományú katonai járadékokat és más ellátásokat. A katonai szolgálatból eredő jogok egységes elutasítása helyett egyedül Victoria államban döntöttek egyénileg a juttatások biztosításáról az őslakó származású katonák számára.

### A 20. század második fele és a 21. század

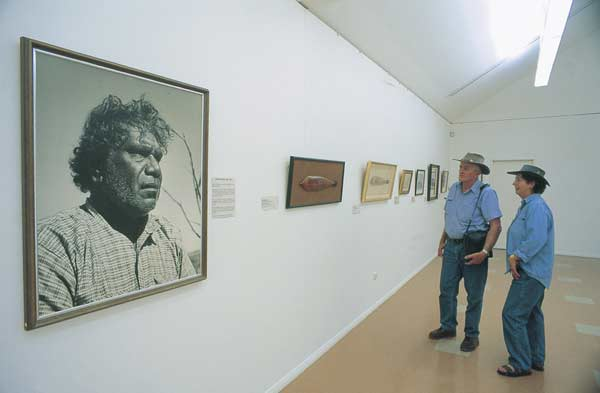
Albert Namatjira képe a róla elnevezett galériában. A 20. század második felében az őslakó művészet és művészek az ausztrál kulturális élet középpontjába kerültek

Az 1960-as évek volt a legfontosabb a bennszülöttek jogainak szempontjából és ebben az időszakban nagyban megnövekedett az együttműködés a bennszülött és a fehér ausztrál aktivisták között. 1962-ben egy nemzetközösségi törvény adott jogot kifejezetten a bennszülötteknek, hogy a Nemzetközösség választásain szavazhassanak. A Sydney-i Egyetem diákjaiból álló csapat 1965-ben buszos körutat szervezett, hogy felhívja a figyelmet a bennszülöttek egészségügyi- és lakhatási körülményeire. Ez a Freedom Ride elnevezésű körút a szociális diszkriminációt is előtérbe helyezte és bátorította a bennszülötteket, hogy maguk is álljanak ellen neki. Az 1967-es népszavazás a szavazatok 90,77%-ával eldöntötte, hogy a bennszülötteket is beszámítják, ha a választókerületek meghatározásáról döntenek.
1971-ben Blackburn bíró úgy ítélte, hogy Ausztrália terra nullius, azaz senki földje sem volt a brit letelepedés előtt és hogy az ausztrál bennszülötteknek nem lehetnek területi követeléseik az ausztrál törvények szerint. Még ebben az évben csatlakozott Neville Bonner az ausztrál szenátushoz, s így ő lett az első bennszülött a szövetségi parlamentben. Egy évvel később felállították az Őslakók Sátornagykövetségét a canberrai parlament lépcsőin. Sir Douglas Nichollst 1976-ban kinevezték Dél-Ausztrália 28. kormányzójává. 1985-ben az ausztrál kormány visszaadta az Uluru (angol nevén Ayers Rock) tulajdonjogát a pitjantjatjarai őslakóknak. 1992-ben az ausztrál legfelsőbb bíróság érvénytelennek nyilvánította a terra nulliust.

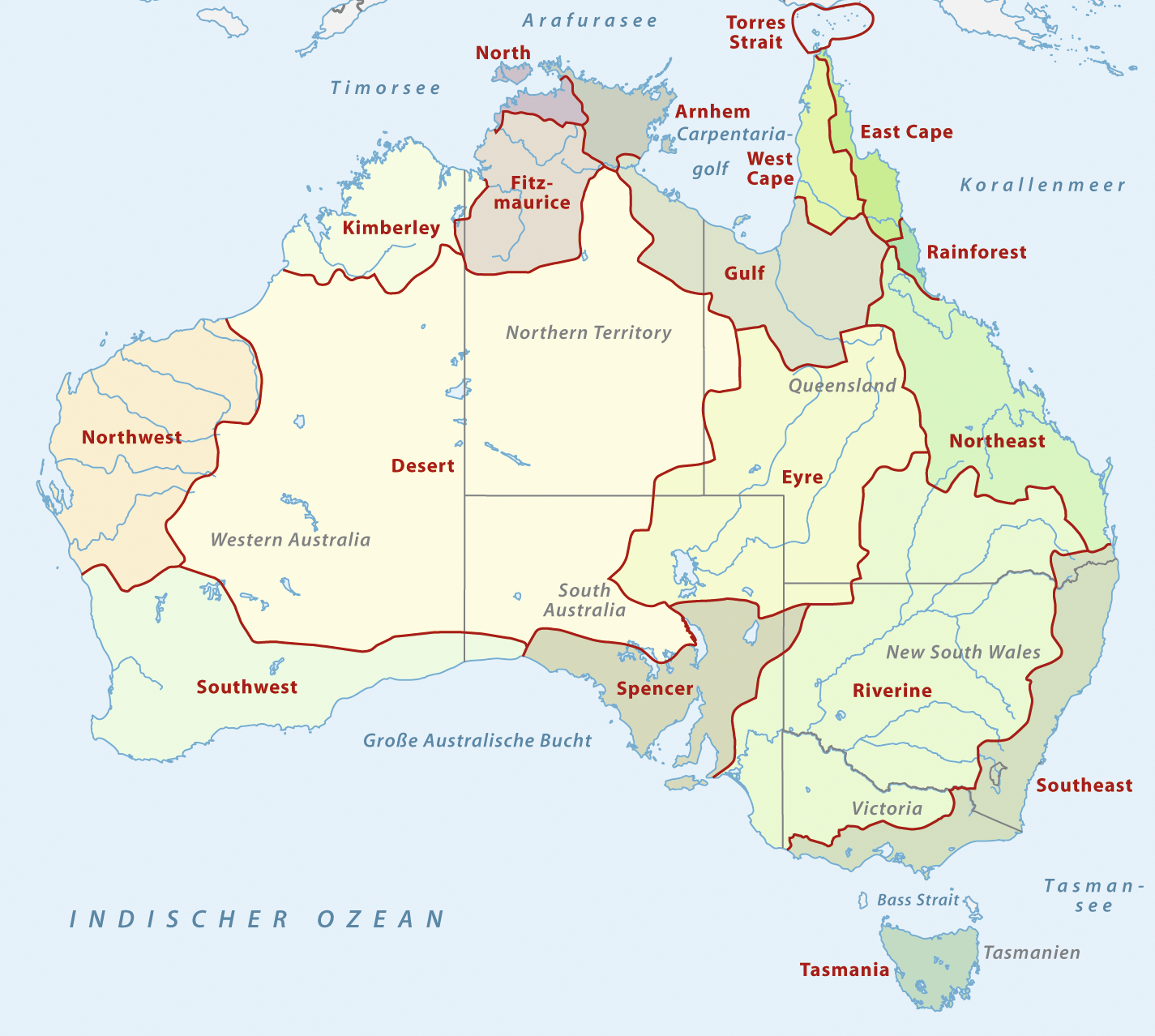
Őslakó-területek Ausztráliában

1999-ben az ausztrál parlament elfogadta a Motion of Reconciliationt, ami John Howard miniszterelnök írt Aden Ridgeway aboriginal szenátorral egyeztetve. Az iratban a bennszülöttekkel való rossz bánásmódot az ország történelmének legnagyobb szégyenfoltjának nevezte.
2000-ben Cathy Freeman őslakó rövidtávfutónő gyújtotta meg az olimpiai lángot a 2000-es Sydney-i Olimpia megnyitó ünnepségén és meg is nyerte a 400 méteres futást. 2001-ben a szövetségi kormány Canberrában felavatta a Reconciliation Place-t.
John Howard miniszterelnök és Mal Brough bennszülött-ügyekért felelős miniszter elindította az Északi területi nemzeti szükséghelyzetet A kisgyerekek félnek elnevezésű jelentésre válaszul, ami az őslakó-közösségeken belüli állítólagos gyermekbántalmazásról szólt. A kormány betiltotta az alkoholt (amit grog formájában fogyasztottak) a kijelölt közösségekben, a szociális segélyek bizonyos százalékát elkülönítette létszükségleti cikkek vásárlására, több rendőrt és egészségügyi szakembert helyezett ki a régióba és felfüggesztette azt a rendszert, ami lehetővé tette az őslakóknak, hogy megtilthassák a belépést területeikre. 2010-ben egy ENSZ speciális riporter úgy találta, hogy a szükséghelyzet rendkívül diszkriminatív volt és bizonyos aspektusai korlátozták a személyes szabadságot. Jenny Macklin nem értett ezzel egyet mondván, hogy az ő feladata a gyerekek jogainak védelme volt és ez elsőbbséget élvezett. Warren Mundine és Bess Price őslakó vezetők szintén bírálták az ENSZ jelentését.
2008. február 13-án Kevin Rudd miniszterelnök nyilvánosan bocsánatot kért az Elveszett Nemzedékek tagjaitól az ausztrál kormány nevében.

## Nyelvek

### Ausztrál őslakos nyelvek
Az őslakos nyelvek 2005-ös országos felmérése (NILS) alapján az ausztrál kontinens gyarmatosításának idején mintegy 250 különböző őslakos nyelv létezett; a nagyobb nyelvcsoportokhoz külön-külön akár 100 rokon nyelvjárás is tartozhatott. Ezek között olyan nyelvek is vannak, amelyeket talán csak 50–100 ember beszélt. Az őslakos nyelveket nyelvcsoportokba sorolják, és ezek körében tíz és huszonnégy közötti számú nyelvcsaládot azonosítottak. A jelenlegi becslések szerint 145 őslakos nyelv van még ma is használatban, és ezek közül kevesebb mint 20 tekinthető „erős nyelvnek” abban az értelemben, hogy azokat még mindig minden korosztály beszéli. 13 kivételével az összes őslakos nyelv veszélyeztetettnek számít. Ugyanakkor napjainkban több kihalt őslakos nyelvet igyekeznek rekonstruálni. Például a ngarrindjeri nyelvet utolsóként folyékonyan beszélő őslakos az 1960-as évek végén hunyt el; hangfelvételek és írásos feljegyzések alapján 2009-ben kiadtak egy ngarrindjeri szótárat, és mára a ngarrindjeri nyelv teljes mondatokban újra beszélhető.
A nyelvészek a szárazföldi ausztrál nyelvek közül többet egy nagyobb csoportba, az úgynevezett pama-nyungan nyelvek csoportjába sorolnak. E csoportosítás szerint a nem ide tartozó nyelvek a „nem pama-nyungan nyelvek” megnevezést kapták. A pama-nyungan nyelvek számosabbak, Ausztrália nagy részére kiterjednek, és vélhetően rokon nyelvekből álló nyelvcsaládot alkotnak. A pama-nyungan nyelvcsaláddal vagy egymással bizonyított rokonságban nem álló, azaz a nem pama-nyungan nyelvcsoporthoz tartozó nyelvek közül több északon, Nyugat-Ausztrália nyugati Kimberley régiója és a Carpentaria-öböl között húzódó területen található. A pama-nyungan nyelvcsalád kialakulásának feltárásában egyes nyelvészek a családi, rokonsági kapcsolatok kimutatására helyezik a hangsúlyt, míg mások szerint a pama-nyungan nyelvcsoport – és ez tulajdonképpen minden ausztrál őslakos nyelvre igaz – inkább nyelvterületnek, azaz olyan nyelvek csoportjának tekinthető, amelyek történelmileg rendkívül hosszú és szoros kapcsolatban álltak egymással, nyelvcsaládi besorolásukat azonban genetikai rokonság nem támasztja alá.

### Torres-szoros szigeteki nyelvek
A Torres-szoros szigeteken három nyelvet beszélnek: két őslakos nyelvet és egy, az angol nyelven alapuló kreol nyelvet. A főként a nyugati és középső szigeteken beszélt őslakos nyelv a kalaw lagaw ya, amely az ausztrál szárazföldi pama-nyungan nyelvek rokona. A másik, főként a keleti szigeteken beszélt őslakos nyelv a meriam nyelv: ez a közeli Új-Guinea déli partvidékén beszélt közép-új-guineai nyelvekkel mutat rokonságot, és az egyetlen Ausztrália területén beszélt pápua nyelv. Mindkét nyelv agglutináló; jóllehet, úgy tűnik, a kalaw lagaw ya átalakulóban van flektáló nyelvvé, míg a meriam egyértelműen agglutináló. Harmadik nyelvként a Torres-szorosbeli kreol, azaz a yumplatok jellemzően csak helyben beszélt, csendes-óceáni angol kreol nyelv, amely a szigeteken a kommunikáció fő nyelvének számít.

## Hitrendszerek

### Hagyományos hiedelmek

#### Ausztrál őslakosok

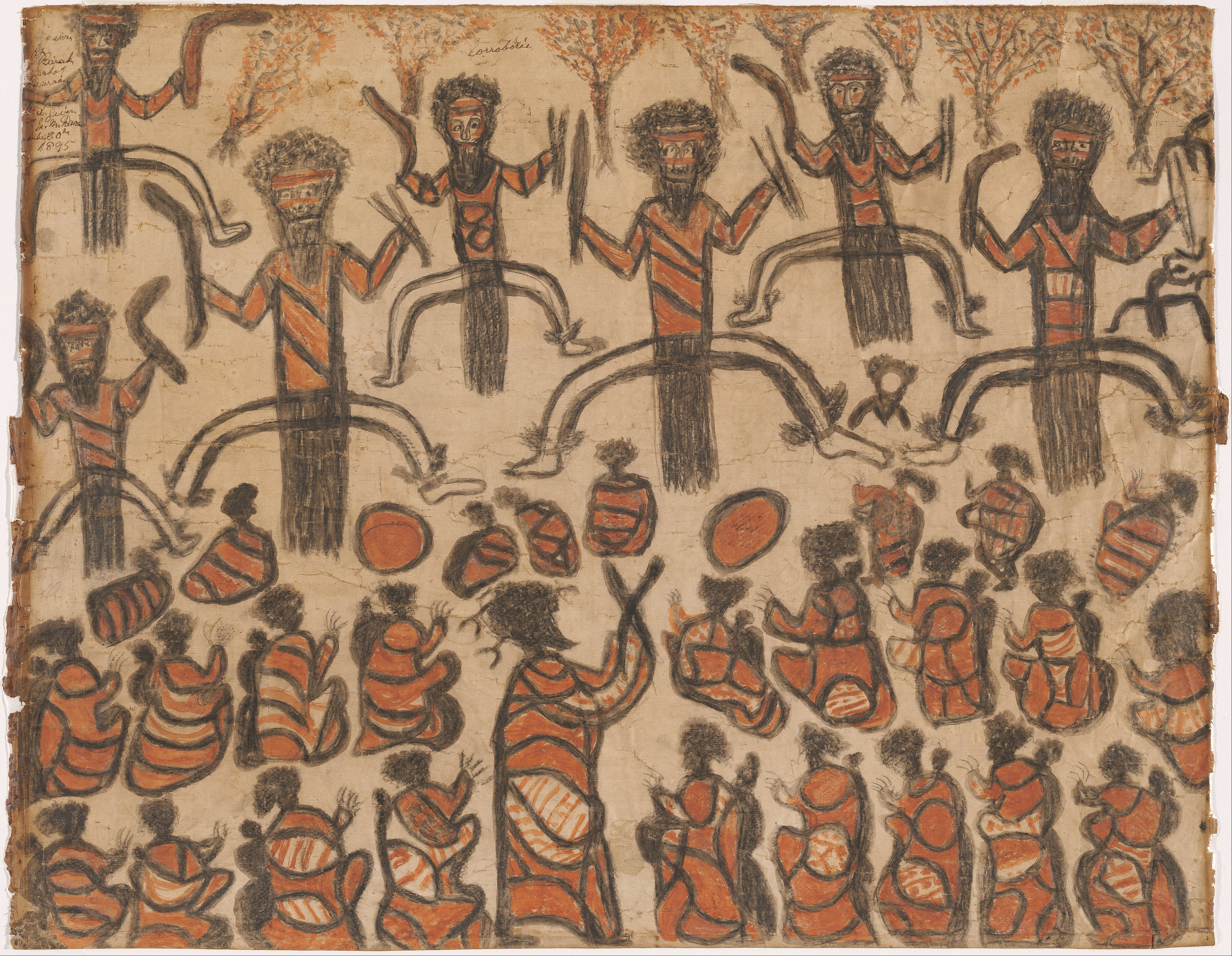
Korrobori ábrázolása – William Barak, 19. századi őslakos aktivista

Az őslakos közösségekben a tudás és a döntéshozatal a törzsek vénei között oszlik meg. Az adott közösségbe érkező idegeneknek el kell ismerniük a helyi véneket, illete azoktól elismerést kell nyerniük. Az őslakos hitrendszerekben az „Álmodás” (Dreaming) vagy „Álomidő” néven ismert, a világ kialakulását kísérő korszak a távoli múltba nyúlik vissza, amikor az Első népek (First Peoples) néven ismert teremtő ősök járták be a földet, és útjuk során a létező dolgoknak nevet adtak. Ausztrália őslakosainak szájhagyományon alapuló kultúrája és vallási értékei a föld tiszteletére és az Álomidőbe vetett hitre épülnek. Az Álomidő egyszerre a teremtés ősi ideje és az Álomidő mai valósága. A különböző nyelvi és kulturális csoportok mindegyike saját hiedelemrendszerrel rendelkezett; ezek a kultúrák kisebb-nagyobb átfedéseket mutattak egymással, ugyanakkor az idők során önálló fejlődési irányokat is vettek. A főbb ősi szellemek közé a Szivárványkígyó, Baiame, Dirawong és Bunjil tartozik. Az Álmodásban megtestesülő tudás változatos történeteken, dalvonalakon, táncokon és szertartásokon keresztül öröklődött tovább, és még ma is keretet ad az egyének és csoportok között ápolt kapcsolatoknak, az ausztrál őslakos rokonsági kapcsolatokkal járó felelősségeknek és a szülőföld iránti gondoskodásnak.
A hagyományos (például Közép-Ausztrália nyugati sivatagi területein ngangkari néven ismert) gyógyítók nagy tiszteletnek örvendő férfiak és nők voltak, akik nem csupán gyógyítóként vagy orvosként tevékenykedtek, hanem általában fontos álmodásbeli történetek őrzői is voltak.

#### Torres-szoros szigeteki népek
A Torres-szoros szigeteki népek önálló hagyományos hiedelemrendszerrel rendelkeznek. A Tagai történetek a Torres-szoros szigeti népeket olyan tengeri népként ábrázolják, akiknek ősei csillagképekben élnek tovább, illetve társadalomszemléletükben mindennek megvan a maga helye a világban. Egyes Torres-szoros szigeteki népek hiedelmei hasonlítanak az ausztrál őslakók szájhagyományban továbbélő hitvilágának egyes elemeire: az Álmodásra és egyfajta ciklikus (Everywhen) időfelfogásra.

### A gyarmatosítás után
A kereszténység és az európai kultúra jelentős hatással volt az ausztrál őslakosokra, vallásukra és kultúrájukra. Más gyarmatokhoz hasonlóan az egyházak megjelenése egyszerre okozta az őslakosok kultúrájának és vallásának háttérbe szorulását, és segítette azok fennmaradását. Egyes esetekben – ilyen az északi területi Hermannsburgban és az adelaide-i Piltawodliban működő misszió – a hittérítők munkája alapozta meg a helyi őslakos nyelvek későbbi újjáéledését: Adelaide-ben Christian Teichelmann és Clamor Schürmann német misszionáriusok a helyi kaurna népcsoportot kizárólag saját nyelvükön tanították, és ehhez tankönyveket is összeállítottak.{ Ezzel szemben egyes hittérítők kizárólag angol nyelven oktattak, sőt a kormány utasítására őslakos szülőktől elvett gyermekeket, az úgynevezett „ellopott nemzedékek” tagjait gyakran keresztény misszióknál helyezték el.

#### Ausztrál őslakosok
1788-tól kezdve a keresztény egyházak folyamatosan bővülő szerephez jutottak őslakos ügyekben: az őslakók között a 19. században – az európaiak ekkora vonták a kontinens nagy részét ellenőrzésük alá – kezdték meg hittérítő tevékenységüket, és végül a lakosság nagy része megtért. A gyarmati papság, például Sydney első katolikus érseke, John Bede Polding határozottan kiállt az őslakók jogai és méltósága mellett. 2000 körül több egyház, illetve egyházi szervezet hivatalosan is bocsánatot kért a múltban elkövetett hibákért, amiért nem adták meg a kellő tiszteletet az őslakos kultúrának, illetve nem foglalkoztak az őslakók jogfosztottságával és az őket érő igazságtalanságokkal. 
Az őslakók egy kisebb része az iszlám követője, ami alapvetően a 19. század végén és a 20. század elején Ausztráliába érkező, az ország belső területeinek felfedezésében komoly részt vállaló „afgán” – a gyakorlatban Brit India számos részéről, valamint Egyiptomból és az akkori Oszmán Birodalomból érkező – tevehajcsárokkal való házasságokra vezethető vissza.

#### Torres-szoros szigeteki népek
A kereszténység 1870-es évektől kezdve terjedt el a Torres-szoros szigeteken, és az ott élők körében hatása ma is erősnek számít. A Londoni Hittérítő Társaság missziója Samuel Macfarlane tiszteletes vezetésével 1871. július 1-jén érkezett meg Erub (Darnley) szigetére, ahol létrehozta első bázisát a térségben. Az eseményt a szigetlakók a „fény eljöveteleként” évente július 1-jén ünneplik meg. A kereszténység megérkezésével ugyanakkor a hagyományos hiedelmek sem tűntek el; sőt, saját kultúrájuk az új vallás értelmezésében is hangsúlyos szerepet kapott.

### Közelmúltbeli népszámlálási adatok
A 2016-os népszámlálás alkalmával Ausztrália őslakos (54%) és nem őslakos (55%) lakossága körülbelül hasonló arányban vallotta magát valamely keresztény felekezethez tartozónak. A 2006-os népszámlálási adatok 73%-a után ez jelentős csökkenés. Az őslakos népesség 2%-nál kisebb arányban tartotta meg a hagyományos őslakos hitet, körülbelül 0,2%-uk iszlám vallásúnak, mintegy 0,1%-uk pedig egyéb vallásúnak mondta magát; 36%-uk nem vallotta magát vallásosnak. A fennmaradó rész a vallásos hovatartozással kapcsolatos kérdésre nem válaszolt vagy nem értelmezhető választ adott.

## Fordítás
Ez a szócikk részben vagy egészben  az   Indigenous_Australians című angol Wikipédia-szócikk fordításán alapul.  Az eredeti cikk szerkesztőit annak laptörténete sorolja fel. Ez a jelzés csupán a megfogalmazás eredetét és a szerzői jogokat jelzi, nem szolgál a cikkben szereplő információk forrásmegjelöléseként.